# مركز النشر الجامعي
مركز النشر الجامعي هو إحدى المؤسسات التابعة لوزارة التعليم العالي والبحث العلمي، تأسست عام 1996. ويهتم بنشر الكتاب الجامعي والأطروحات، ويوجد مقره بالمركب الجامعي بمنوبة في تونس.

## لمحة تاريخية
يعتبر مركز النشر الجامعي امتدادا لمركز الدراسات والبحوث والنشر الذي ظهر عام 1973 بكلية الحقوق والعلوم السياسية بتونس، إلا أنه كان يقتصر على ما يتعلق بحقول القانون والعلوم السياسية والاقتصادية والتصرف، وهو ما جعل تأثيره محدودا. وقد اتخذ بعدا جديدا بعد إعادة هيكلته في عام 1996 ليشمل كل الاختصاصات العلمية والأدبية والقانونية وغيرها من حقول معرفية ويحمل اسم مركز النشر الجامعي. 

## مهمته
تتمثل مهمة مركز النشر الجامعي في «تشجيع الإنتاج العلمي وذلك بالتدخل في إعداد مؤلفات التدريس والدوريات والبحوث ونشرها وتوزيعها وهذا في جميع المواد العلمية».

## منشورات جامعية
تتوزع منشورات مركز النشر الجامعي على ثماني سلسلات هي: علوم إنسانية واجتماعية ودينية، علوم قانونية وسياسية، علوم اقتصادية، علوم أساسية، علوم طبية، علوم هندسية، آداب وحضارة، هندسة معمارية وتعمير وفنون جميلة. وتنقسم تلك المنشورات إلى كتب، منها ما هو بيداغوجي ومنها ما يضم أعمال مؤتمرات ومنها ما هو مؤلفات تتوجه إلى جمهور أعرض، حيث أن بعض منشوراته «تتناول أعمال بحوث في ميادين علمية مختلفة ويمكن أن تهم عددا كبيرا من القراء».

## وصلة خارجية
- موقع مركز النشر الجامعي

## إشارات مرجعية
1. ↑  وحيد قدورة، البحث العلمي والمعلومات بتونس : الإنتاج المعرفي للباحثين في العلوم الإنسانية والاجتماعية (1956-1987)، منشورات مؤسسة التميمي للبحث العلمي والمعلومات، تونس 2005، ص 159
2. ↑  مهمة المركز [وصلة مكسورة] نسخة محفوظة 22 مارس 2020 على موقع واي باك مشين.